# Cocaine Bear
Cocaine Bear (titulada Oso Intoxicado en Hispanoámerica y Oso Vicioso en España) es una película de comedia negra de terror y supervivencia estadounidense dirigida y producida por Elizabeth Banks y escrita por Jimmy Warden. Está inspirada en la historia real de un oso negro estadounidense (Pablo Eskobear) que ingirió una bolsa llena de cocaína en 1985 y cuenta con un reparto coral que incluye a Keri Russell, O'Shea Jackson Jr., Christian Convery, Alden Ehrenreich, Jesse Tyler Ferguson, Brooklynn Prince, Isiah Whitlock Jr., Kristofer Hivju, Hannah Hoekstra, Margo Martindale, Matthew Rhys, y Ray Liotta en una de sus últimas actuaciones antes de su muerte el 26 de mayo de 2022.
La película se estrenó el 31 de marzo de 2023 en los Estados Unidos.

## Argumento
En 1985, el narcotraficante Andrew C. Thorton II (Matthew Rhys) deja caer un cargamento de cocaína desde su avión. Intenta lanzarse en paracaídas con una bolsa de lona llena de drogas, pero queda inconsciente contra el marco de la puerta, lo que lo hace caer y morir. A la mañana siguiente, una pareja de turistas visitan el bosque hasta que Elsa (Hannah Hoekstra) es atacada por un oso, que durante la noche había consumido los fardos de cocaína arrojados del avión.
En una ciudad cercana al bosque, el detective Bob Springs (Isiah Withlock Jr.) y la oficial Reba (Ayoola Smart) investigan el cuerpo de Thorton y la cocaína desaparecida, pero la noticia de la muerte del mercante llega a oídos de Syd White (Ray Liotta), un subjefe traficante que manda a Daveed (O'Shea Jackson Jr.), uno de sus trabajadores, a que vaya a buscar a su hijo Eddie (Alden Ehrenreich), para que los dos partan al bosque para buscar el resto de fardos.
Mientras tanto, en una casa de San Luis, Sari (Keri Russell) advierte a su hija Dee Dee (Brooklynn Prince) de que no vaya al bosque a pintar la Cascada Secreta, pero esta desobedece y junto a su amigo Henry (Christian Convery) van a la cascada, pero por el camino encuentran unos fardos de cocaína, y poco después encuentran al oso que había consumido la mercancía anteriormente y acaban huyendo. Al final, Sari se entera de que su hija se escapó, aunque gracias a un mapa que Henry se dejó en su mochila, sabe a dónde van a ir exactamente y con la ayuda de la guardabosques Liz (Margo Martindale) y su amigo Peter (Jesse Tyler Ferguson) comienzan a buscarlos.
Eddie y Daveed prosiguen con la búsqueda, y en un momento que este último va al baño, es atacado por una banda de pandilleros, pero se libra fácilmente de ellos, además de descubrir que llevaban uno de los fardos, así que interrogan a Stache (Aaron Holliday), uno de los miembros, para sacarle información sobre dónde escondieron el resto, y el pandillero los acompaña hasta el lugar donde la ocultaron.
Al otro lado del bosque, Sari, Liz y Peter buscan a los niños, pero solo encuentran a Henry subido a un árbol. Cuando le preguntan por Dee Dee, este dice que el oso se la llevó, y aparece de nuevo el oso, que ataca a primero a Peter, que acaba rebozado en cocaína, y posteriormente ataca a Liz, que sale con bastantes más heridas, aun así, logra escapar del oso. Peter consigue subir a un árbol y el oso escala el árbol a donde Henry estaba subido, pero el animal huele la droga de la ropa de Peter, al cual ataca y finalmente lo mata. Henry y Sari aprovechan esto para escapar, y proceden a seguir buscando a Dee Dee.
La guardabosques consigue llegar a la cabaña donde trabaja y, junto a los otros dos pandilleros, preparan un ataque para el oso, pero sale mal y Liz asesina sin querer a uno de los pandilleros y el oso al otro. Como anteriormente habían llamado a una ambulancia, los enfermeros (Scott Seiss y Kahyun Kim) llegan y logran sacar de la cabaña a Liz, pero mientras huían el oso los persigue y acaba con la vida de la guardabosques y los enfermeros. 
El detective Springs llega al bosque y rápidamente consigue encontrar la bolsa escondida por los pandilleros, y cuando los narcotraficantes y Stache llegan al lugar, el policía intenta hacerlos entrar en calma, pero Daveed agarra el arma y Bob le dispara en la mano, arrancandole dos dedos, los cuales Eddie recoge. Poco después, el oso llega junto a ellos y se tumba y duerme sobre Eddie. Consiguen despertarlo con la ayuda de los fardos y el detective los deja marchar, pero Eddie y Daveed se quedan porque este último quiere matar a Bob. En ese momento, llega Syd con un rifle, con el que hiere mortalmente al detective, y también llega Reba, que se delata como agente doble que trabajaba para los narcotraficantes. Finalmente, Bob tira la bolsa para que el oso la recoja y muere.
Al anochecer, Sari y Henry se encuentran con Olaf (Kristofer Hivju), quien logró huir del oso al inicio de la película, y el turista logra guiarlos a la cueva donde se metió el animal con la niña. Cuando los dos protagonistas acceden, encuentran a Dee Dee con una herida en la pierna y a unos bebés osos. Poco después, Syd y sus acompañantes encuentran a Olaf muerto y después llegan también a la cueva, pero Reba decide no continuar y marcharse por su cuenta. 
Al final del camino, llegan a una salida que lleva a una cascada, donde coinciden con Sari y los niños. Syd manda a Daveed y Eddie a recoger una bolsa con cocaína colgada de un tronco mientras él se encarga de mantener atrás a los protagonistas, pero Eddie y su amigo se oponen y Syd decide matarlos, y aparecen los bebés osos a atacarle, así que le pasa el rifle a Daveed para que les dispare, pero decide no cogerlo y Sari es quien lo atrapa. Como oyen al oso viniendo, Sari y los niños saltan al agua, y Eddie y Daveed les siguen, pero este último es herido por Syd con una pistola que Eddie dejó sobre una roca.
Cuando llega el oso, Syd consigue librarse de él arrojándolo y estrellándolo contra una roca y aparentemente matándolo, lo cual aprovecha para coger la bolsa, pero uno de los fardos cae, reventando contra una piedra y haciendo que el oso la consuma. El oso consigue despertar y sube para atacar a Syd, al cual destripa y finalmente lo mata. En el final de la cascada, Sari ayuda a Daveed con el disparo y logran escapar y marcharse a sus casas. Finalmente, vemos a otra pareja de turistas observando al oso, el cual les mira fijamente junto a sus crías, dando a entender que los mataron. En un texto final, explican que la cocaína de Thorton todavía sigue en los bosques de Kentucky y a día de hoy aún no se han encontrado.
La primera escena a mitad de los créditos, muestra a Stache haciendo autostop a Nueva York en un camión de cabras con una bolsa de lona llena de cocaína, que primero esconde en la parte trasera con las cabras antes de regresarla y mirarlas con sospecha.
La segunda escena a mitad de los créditos, muestra a Eddie, acompañado por Daveed, reuniéndose con su hijo. Cuando notan que Rosette está masticando algo, Daveed revisa sus bolsillos y se da cuenta de que ya no puede encontrar sus dedos. Sacude la cabeza y dice: "No se los iban a volver a poner".

## Reparto
- Keri Russell como Sari, madre de Dee Dee.
- Alden Ehrenreich como Eddie White, un traficante hijo de Syd que busca la cocaína en el bosque.
- O'Shea Jackson Jr. como Daveed, amigo de Eddie que lo acompaña en la búsqueda de la mercancía.
- Ray Liotta como Syd White, padre de Eddie y jefe traficante que también busca la cocaína.
- Isiah Whitlock Jr. como Detective Bob Springs, un agente que busca a los traficantes.
- Brooklynn Prince como Dee Dee, hija de Sari.
- Christian Convery como Henry, amigo de Dee Dee.
- Margo Martindale como Guardabosques Liz Winters, la encargada de cuidar el bosque.
- Jesse Tyler Ferguson como Peter, amigo de la guardabosques.
- Aaron Holliday como Stache, un miembro de un trío de amigos que se dedica a molestar a la guardabosques
- Kristofer Hivju como Olaf, un turista novio de Elsa
- Hannah Hoekstra como Elsa, una turista novia de Olaf
- Ayoola Smart como Oficial Reba, una oficial de policía
- Kahyun Kim como Beth, una enfermera
- Scott Seiss como Tom, un enfermero
- Matthew Rhys como Andrew C. Thornton II, un mercante que tira la droga de su avión. Thornton fue un mercante real al que usaron para la película.

## Producción
En diciembre de 2019, se anunció que Phil Lord y Christopher Miller estaban produciendo un proyecto sin título inspirado en la historia real. La película iba a ser codirigida por Matt Bettinelli-Olpin y Tyler Gillett, a partir de un guion escrito por Jimmy Warden. El 9 de marzo de 2021, Universal Pictures anunció que la película estaba en desarrollo. También se confirmó que la película sería dirigida por Elizabeth Banks y producida por Banks y Max Handelman para Brownstone Productions, quienes se unieron al equipo de producción junto a Lord, Miller y Aditya Sood para Lord Miller Productions, y Brian Duffield. El reparto se reveló entre julio y agosto de 2021.
La fotografía principal tuvo lugar en Wicklow, Irlanda, entre el 20 de agosto y el 17 de octubre de 2021.

## Estreno
Cocaine Bear fue estrenada el 24 de febrero de 2023 por Universal Pictures.

## Recepción
Cocaine Bear recibió reseñas mixtas a positivas de parte de la crítica y de la audiencia. En el sitio web especializado Rotten Tomatoes, la película posee una aprobación de 66%, basada en 319 reseñas, con una calificación de 6.1/10 y un consenso crítico que dice "A pesar de la trama a medias de Cocaine Bear y su actuación desigual, el frenesí esnifador de escena del demonio peludo titular les dará a los entusiastas de las películas de clase B un toque de contacto." De parte de la audiencia tiene una aprobación de 67%, basada en más de 5000 votos, con una calificación de 3.6/5.
El sitio web Metacritic le dio a la película una puntuación de 54 de 100, basada en 58 reseñas, indicando "reseñas mixtas o promedio". Las audiencias encuestadas por CinemaScore le otorgaron a la película una "B-" en una escala de A+ a F, mientras que en el sitio IMDb los usuarios le asignaron una calificación de 5.9/10, sobre la base de más de 98 000 votos. En la página web FilmAffinity la película tiene una calificación de 5.0/10, basada en 4661 votos.